# Gare de Tarbes
Gare de Tarbes – stacja kolejowa w Tarbes, w regionie Oksytania (departament Pireneje Wysokie), we Francji. 